# Émile Mascré
Émile Mascré est un peintre français, actif en France dans la première moitié du XIXe siècle.

## Biographie
Émile Mascré est l'élève de Léon Cogniet à l'École des beaux-arts de Paris.

## Œuvres dans les collections publiques
En France

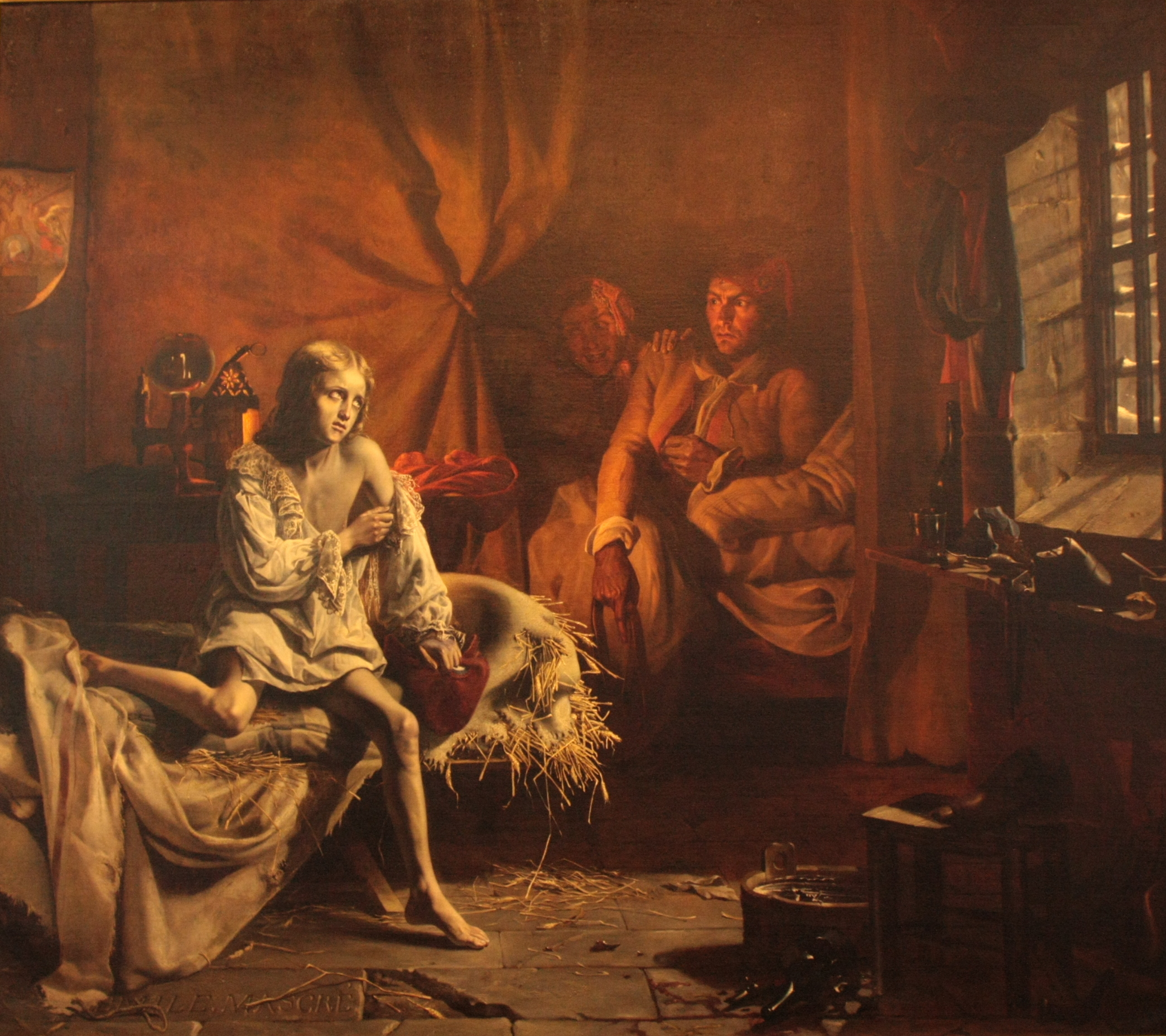
Capet, lève-toi !, 1838, musée de la Révolution française.

- Versailles, musée national du château de Versailles : Anton van Dyck, 1837.
- Vizille, musée de la Révolution française : Capet, lève toi ! , 1838. En 2005, le musée de la Révolution française a acquis ce tableau de Mascré représentant Louis XVII au Temple avec ses geôliers[1]. Ce tableau fut refusé par le jury au Salon de 1838 à cause de son sujet contre-révolutionnaire[2],[3].

En Suède
- Håbo, château de Skokloster : Portrait de Louis-Philippe, 1843[4].

En Ouzbékistan
- Tachkent, musée des arts d'Ouzbékistan : Portrait de femme, 1846.

## Salons
Source : Database of Salon Artists de l'université d'Exeter.
- 1833 : Le Duc de Guise et Anne de Gonzagues, no 1691[6].
- 1835 : Portrait de Mme C.
- 1838 : Portrait de M. le comte Saint ***, no 1254.
- 1839 : Le Bal au profil des pauvres, no 1475. Le titre de ce tableau est suivi de quelques vers des Chants du crépuscules de Victor Hugo.
- 1841 : Portrait de M. L., no 1404.

Les œuvres d'Émile Mascré ont été refusées aux Salons suivants :
- 1838 : Capet, lève-toi ! ;
- 1839 : Portrait de femme, dessin ;
- 1840 : Portait de M. L. D** ; Portrait de M. Aug. Lefranc ; Portrait de Mlle Louisa Hersent ;
- 1842 : Les Derniers moments de Jeanne d'Arc.